# Sinonatrix yunnanensis
Sinonatrix yunnanensis là một loài rắn trong họ Rắn nước. Loài này được Rao & Yang miêu tả khoa học đầu tiên năm 1998.